# FA-cupfinalen 1872
FA-cupfinalen 1872 spelades den 16 mars 1872 på Kennington Oval. Det var den första finalen i FA-cupen som är världens äldsta fotbollstävling. FA-cupfinalen är den sista matchen, finalen, för att kora mästarna i den årliga cupturneringen arrangerad av engelska fotbollsförbundet, Football Association, sedan starten säsongen 1871/72. 
Totalt deltog 15 lag i tävlingen och den första finalen spelades på Kennington Oval i London den 16 mars 1872 mellan Wanderers och Royal Engineers. Matchen vanns Wanderers med 1-0 som därmed blev de första mästarna i denna ärorika och klassiska turnering, målet gjordes av Morton Betts som spelade under pseudonymen A.H. Chequer.

## Matchsummering
Trots att de båda lagen hade mönstrat ett lag med majoriteten anfallare så avgjordes matchen genom ett enda mål gjort efter 15 minuters spel av Morton Betts. 

## Matchfakta
|  | 16 mars 1872 | Wanderers | 1 – 0           | Royal Engineers | Kennington Oval, London            |                                    |
|  |              | Betts 15′ | (1 – 0) Rapport |                 | Publik: 2 000 Domare: Alfred Stair | Publik: 2 000 Domare: Alfred Stair |
|  |              |           |                 |                 | Publik: 2 000 Domare: Alfred Stair | Publik: 2 000 Domare: Alfred Stair |
|  |              |           |                 |                 | Publik: 2 000 Domare: Alfred Stair | Publik: 2 000 Domare: Alfred Stair |

| Wanderers | Royal Engineers |

| WANDERERS: |  |                             |
|            |  |                             |
| MV         |  | Reginald de Courtenay Welch |
| B          |  | Edgar Lubbock               |
| CH         |  | Albert Meysey-Thompson      |
| FW         |  | C. W. Alcock                |
| FW         |  | Edward Ernest Bowen         |
| FW         |  | Alexander Bonsor            |
| FW         |  | Morton Betts                |
| FW         |  | William Crake               |
| FW         |  | Thomas Hooman               |
| FW         |  | Robert Vidal                |
| FW         |  | Charles Wollaston           |

| ROYAL ENGINEERS: |  |                             |
|                  |  |                             |
| MV               |  | Capt. William Merriman      |
| B                |  | Capt. Francis Marindin      |
| B                |  | Lieut. George Addison       |
| CH               |  | Lieut. Alfred Goodwyn       |
| FW               |  | Lieut. Hugh E. Mitchell     |
| FW               |  | Lieut. Edmund Creswell      |
| FW               |  | Lieut. Henry Renny-Tailyour |
| FW               |  | Lieut. Henry Rich           |
| FW               |  | Lieut. Herbert Muirhead     |
| FW               |  | Lieut. Edmond Cotter        |
| FW               |  | Lieut. Adam Bogle           |

| MATCHREGLER - 90 minuters speltid. - 30 minuters extratid (om oavgjort vi full tid och enligt kaptenernas beslut). - Omspel om det fortfarande är oavgjort efter extratiden. - Inga avbytare. |